# Liste des monuments historiques nationaux de la province de San Juan
Cet article recense les monuments historiques de la province de San Juan, en Argentine.

## Liste
| Monument | Commune            | Adresse | Coordonnées                        | Loi              | Notice | Catégorie                 | Date | Illustration                                |
| --- | ------------------ | --- | ---------------------------------- | ---------------- | ------ | ------------------------- | ---- | ------------------------------------------- |
| Yacimiento de Ischigualasto | ?                  | A 200 km al NE de la ciudad de San Juan, por Rutas Nacionales Nº 20 y Nº 141 y Ruta Provincial Nº 510 | à géolocaliser                     | Décret no 712    | 840    | Lieu historique           |      | Yacimiento de Ischigualasto                 |
| "Antiguo Molino Escobar o de Iglesia" y "Viejo Molino de Bella Vista"                                                                                        | Iglesia            | 0000-00-00 | à géolocaliser                     | Loi no 0         | 841    | Monument historique       |      | Image manquante Téléverser                  |
| Église d'Achango | Las Flores         | En Valle Longitudinal de Rodeo (Cordillera San Juanina) 6 km al NE de la localidad de Las Flores en la intersección de la Ruta Nacional Nº 150 y la Ruta Provincial Nº 435. Ruta Nº 150, 2 km al Este del Centro Termal Pismanta | 30° 17′ 22″ sud, 69° 11′ 52″ ouest | Loi no 24790     | 842    | Monument historique       |      | Église d'Achango                            |
| Aldea arqueológica de Angualasto | Angualasto         | | à géolocaliser                     | Décret no 2154   | 843    | Monument historique       |      | Image manquante Téléverser                  |
| Yacimiento arqueológico de Angualasto | Angualasto         | | à géolocaliser                     | Décret no 2154   | 844    | Lieu historique           |      | Image manquante Téléverser                  |
| Ensemble de moulins : "Molino de la familia Reyes", Santa Teresa o de Sardiña", "Molino del Alto o de los García" y "Viejo Molino de Huaco o de los Dojorti" | San José de Jáchal | | à géolocaliser                     | Loi no 25291     | 845    | Monument historique       |      | Image manquante Téléverser                  |
| Monument au docteur Francisco Narciso Laprida | San José de Jáchal | En la Plaza San Martín | à géolocaliser                     | Loi no 26505     | 846    | Bien d'intérêt historique |      | Image manquante Téléverser                  |
| Église Saint-Joseph | San José de Jáchal | Juan de Echegaray S/N | 30° 14′ 27″ sud, 68° 44′ 51″ ouest | Décret no 2436   | 847    | Monument historique       |      | Église Saint-Joseph                         |
| Baños del Zonda | Rivadavia          | | à géolocaliser                     | Décret no 107512 | 848    | Lieu historique           |      | Image manquante Téléverser                  |
| Tombe d'Antonino Aberastain | San Juan           | Cimetière de San Juan | à géolocaliser                     | Décret no 12806  | 849    | Tombe                     |      | Image manquante Téléverser                  |
| Auditorium Juan Victoria | San Juan           | 25 de Mayo 1215 | 31° 31′ 45″ sud, 68° 32′ 35″ ouest | Loi no 25946     | 850    | Monument historique       |      | Image manquante Téléverser                  |
| Maison natale de Domingo Faustino Sarmiento | San Juan           | Sarmiento Sur 21 | 31° 32′ 05″ sud, 68° 31′ 45″ ouest | Loi no 7062      | 851    | Monument historique       |      | Maison natale de Domingo Faustino Sarmiento |
| Maison natale de Francisco Narciso de Laprida | San Juan           | Gral. Acha y Laprida | à géolocaliser                     | Décret no 17964  | 852    | Lieu historique           |      | Image manquante Téléverser                  |
| Cathédrale Saint-Jean-Baptiste | San Juan           | B. Rivadavia 46 Oeste | 31° 32′ 13″ sud, 68° 31′ 35″ ouest | Décret no 6183   | 853    | Lieu historique           |      | Cathédrale Saint-Jean-Baptiste              |
| Cellule de San Martín, salle capitulaire et cloître du Couvent Saint-Dominique de San Juan                                                                   | San Juan           | Laprida 54 (Oeste) | à géolocaliser                     | Décret no 2756   | 854    | Monument historique       |      | Image manquante Téléverser                  |
| Internat de Santa Rosa | San Juan           | San Luis 139 (Este) | à géolocaliser                     | Décret no 107512 | 855    | Monument historique       |      | Image manquante Téléverser                  |
| Couvent de Religiosos de San Juan de la Frontera | San Juan           | Laprida 54 (Oeste) | à géolocaliser                     | Décret no 107512 | 856    | Lieu historique           |      | Image manquante Téléverser                  |
| Eje cívico de la ciudad de San Juan | San Juan           | Tramo de la avenida José Ignacio De La Roza comprendido entre las calles Caseros y Mendoza | à géolocaliser                     | Décret no 1594   | 857    | Bien d'intérêt historique |      | Image manquante Téléverser                  |
| École normale supérieur Sarmiento | San Juan           | Av. Libertador Gral. San Martín, Av Alem, Laprida y Santiago del Estero. | à géolocaliser                     | Loi no 25186     | 858    | Monument historique       |      | Image manquante Téléverser                  |
| Tombe de frère Justo Santa María de Oro | San Juan           | Cathédrale de San Juan | à géolocaliser                     | Décret no 12806  | 859    | Tombe                     |      | Image manquante Téléverser                  |
| Tombe de Paula Albarracín de Sarmiento | San Juan           | Cimetière de San Juan | à géolocaliser                     | Décret no 12806  | 860    | Tombe                     |      | Image manquante Téléverser                  |
| Tombe de Pedro Echagüe | San Juan           | Cimetière de San Juan | à géolocaliser                     | Décret no 12806  | 861    | Tombe                     |      | Image manquante Téléverser                  |